# Stevan Bešević
Stevan Bešević Petrov (Srijemska Mitrovica, 27. svibnja 1868. — Beograd, 6. studenog 1942.) bio je sudijski činovnik, odvjetnik, novinar, urednik satiričkog lista Vrač pogađač i ilustriranih dječjih novina Naš list, konstruktor i graditelj letećih modela.

## Životopis
Stevan Bešević rođen je u Srijemu, u Mitrovici, krajem ljeta 1868. godine. Potiče iz pravoslavne svećeničke obitelji iz sela Baljci kod Drniša. Otac Petar, građevinski radnik a zatim trgovac, kao mlad seli iz Dalmacije u Srijem, gdje je oženio Milevu Njinoversković, Stevanovu majku, austrijsko-poljskog podrijetla.
Stevan je u rodnom gradu završio osnovnu školu i započeo realnu gimnaziju, koju je potom završio u očevom zavičaju u Splitu. Surađivao je u srpskim listovima od 1893. godine, najprije u Brankovom kolu i zadarskom Srpskom glasu. Književni rad započinje u Splitu, gdje je od 1892. godine bio sudski praktikant. Nakon što se nastanio u Splitu, 1895. oženio je Olgu Pitonjef, Rusinku iz ugledne obitelji zemljoposjednika, nekadašnjih Kozaka, s kojom je već imao dvoje djece, Nikolu i Petra.
Olga je bila violinistkinja, a kasnije profesorica Glazbene škole „Stanković" u Beogradu. U Splitu je otvorio odvjetničku kancelariju, a zatim i u Dubrovniku. Zbog alegorijske pjesme Vila i orao iz 1894. godine, koja je bila zabranjena, odgovarao je pred austrougarskom vlašću. Nakon što je dobio treće dijete s Olgom, Milicu, s obitelji 1896. godine seli u Zagreb, zbog boljih mogućnosti za rad i za školovanje djece.
U Zagrebu je rođena i Vukosava, četvrto dijete u obitelji. U ovom periodu, Stevan se bavio novinarstvom i književnošću, a jedno vrijeme je imao i svjetlopisnu radnju. Kao veliki sljedbenik Zmaja bio je jedan od organizatora Zmajeve proslave 1899. godine u Zagrebu. Izabran je krajem 1906. godine za potpredsjednika zagrebačkog Društva za osnivanje srpskih narodnih knjižnica. Primao je jedno vrijeme, kao osiroteli književnik u Zagrebu, novčanu pomoć od Zadužbine Mijaila i Marije Milivojevića. Godine 1911., u nemirna vremena i predvečerje velikih ratova, s porodicom seli u Beograd, kako bi izbjegao ratovanje na austrougarskoj strani protiv Srbije.
Stevan je na početku Prvog svjetskog rata bio činovnik Srpskog Presbiroa, u svojstvu prevoditelja. Primljen je prosinca 1914. godine zajedno sa suprugom Olgom i djecom u srpsko podanstvo. Povlačio se sa srpskom vojskom i stigao na Krf 1916. godine. Tu je uređivao Srpske novine. Stevo je bio bliski prijatelj i zaštitnik pjesnika Vladislava Petkovića Disa. Godine 1928. mu je zvanično priznato (za godine ukazne službe) da je od 28. rujna 1891. pa do 28. lipnja 1914. godine proveo kao nacionalni radnik. Odlazi u mirovinu 1935. godine.
Uređivao je više godina dvotjednik list Vrač, kao i ilustrirani šaljivi kalendar Vrač pogađač (od 1906). Bio je urednik dječjeg Našeg lista u Beogradu od 1921. godine i urednik Službenih novina Kraljevine Jugoslavije od 1934. do 1941. godine. Bavio se i poezijom i za razne časopise pisao pjesme, lirske i satiričke. Za njegovu poeziju, doduše, Uroš Džonić je rekao: Kao pesnik nema snažnijih akcenata u izrazu ni dubine u emociji. Njegova poezija je više deskriptivna, odiše nećim starinskim i konvencionalnim. Ima nešto uspelih pesama za decu, ali te dečje i humoristično-satiričnie pesme (oko 1.000) — u doba Zmaja ili odma posle njega — nemaju mnogo duha i oštrine. Autor je zadružne himne Ratarka (1899).
Za vrijeme njemačkog bombardiranja Beograda 1941. godine teško je ranjen, a u bombardiranju su poginule supruga Olga i kćerka Milica. Umro je kolovoza 1942. godine u prijestolničkoj bolnici, od posljedica povreda.
Djeca Stevana Beševića su Petar, dugogodišnji dopisnik agencije Avala i intendantski časnik srpske vojske u Solunu, kćerka Vukosava, model Uroša Predića, sin Nikola Bešević i kćerka Milica Bešević, akademski slikari.
Pisao je pjesme i za cetinjsku Luču. Četiri pjesme napisane u Splitu su mu objavljene u Luči za 1895. godinu. Napisao je dramu u tri čina, Pobratim.